# Psychedelic Sexfunk Live from Heaven
Psychedelic Sexfunk Live from Heavens е видео компилация на американската рок група Ред Хот Чили Пепърс. Издадена е през 1991 и излиза единствено на VHS формат. Компилацията съдържа кадри с Антъни Кийдис, Флий, Джон Фрушанте, Чад Смит и Кейт Бари след успеха на албума им Mother's Milk.